# Industrieverband Fahrzeugbau
Industrieverband Fahrzeugbau (сокр. IFA) — объединение производителей транспортных средств в ГДР.
По приказу Советской военной администрации в Германии конфискованные предприятия были объединены в 65 промышленных управлениях.
Из 18 западносаксонских заводов, которые производили транспортные средства, 1 июля 1946 года было образовано «Промышленное управление № 19» (Industrieverwaltung 19 Fahrzeugbau) с штаб-квартирой в Хемнице. 1 июля 1948 года это «IV 19» было расширено на всю территорию Советской зоны оккупации Германии и получило название «IFA Vereinigung Volkseigener Fahrzeugwerke».
Oбъединению принадлежали такие марки, как Trabant, Wartburg, Barkas, Robur, Multicar, Simson и MZ.

## В культуре
Музыкальная группа IFA Wartburg была названа в честь этого объединения.